# Carrer de la Mercè (Tortosa)
El carrer de la Mercè és un carrer del nucli antic de la ciutat de Tortosa que enllaça la Plaça de la Cinta i el portal del Romeu amb la plaça dels Estudis. Excepte la Biblioteca Marcel·lí Domingo i el Temple de la Reparació, la resta d'edificacions corresponen a habitatges, normalment plurifamiliars. La majoria d'aquests tenen una alçada de quatre plantes o quatre plantes més golfes. A la planta baixa, combinen les portes allindades amb les de mig punt, predominant les primeres. Als pisos s'obren balcons amb volada de pedra.
Normalment les façanes són a la planta baixa de carreus grans de pedra, del tipus freqüent en el segle xix, alguns encoixinats. Als pisos hi ha arrebossat, en alguns casos amb senzills motius en baix relleu o esgrafiat de tipus modernista (números 1 i 11). Destaca el treball de les reixes dels balcons de l'habitatge núm. 2.
En aquest carrer va viure el pintor tortosí Ferran Arasa i Subirats.

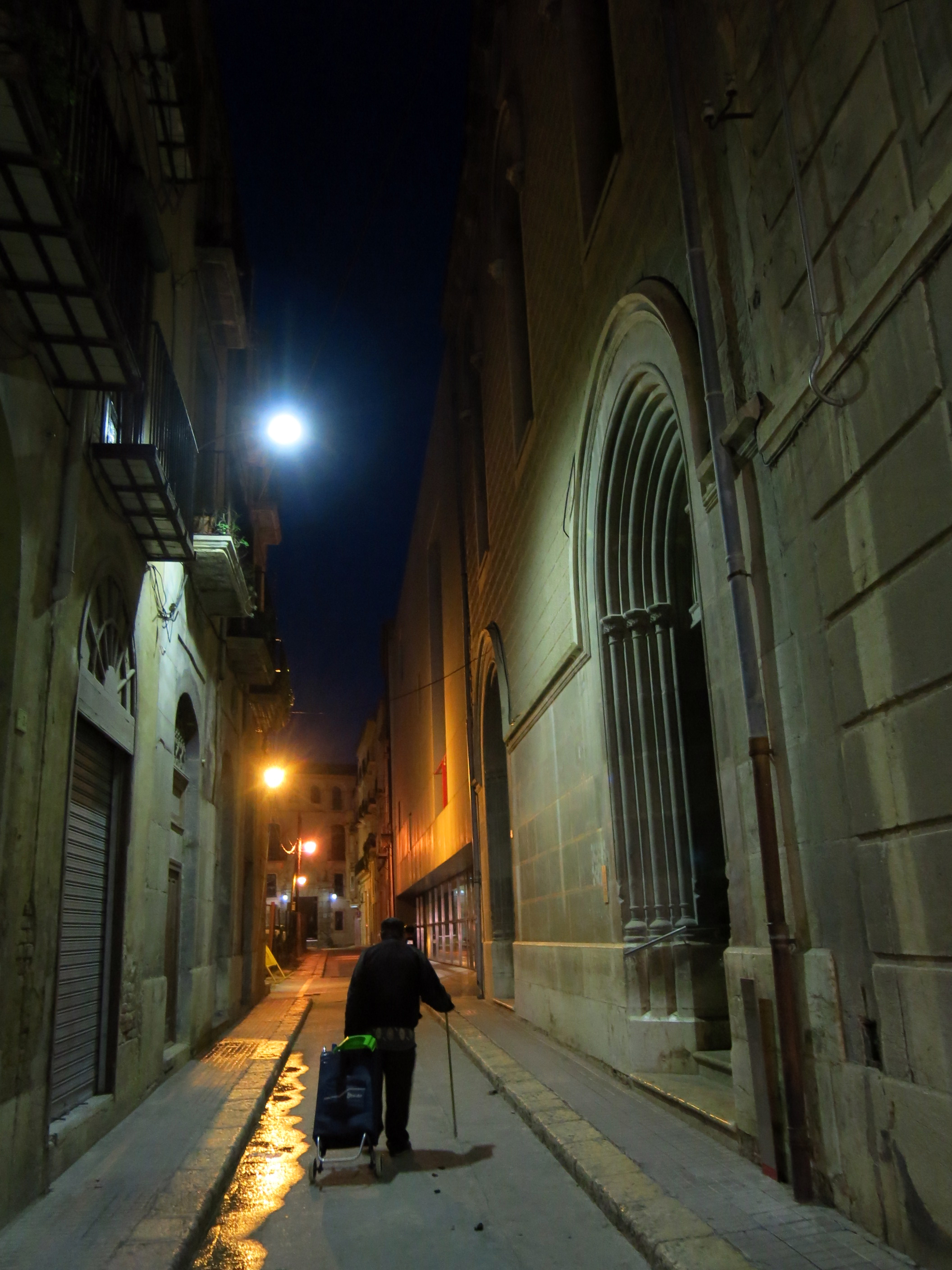
El carrer de nit, vora el temple de la Reparació

## Temple de la Reparació
El temple de la Reparació, al número 4, és una església historicista de principis del segle xx.

## Escola de la Mercè
L'antic convent mercedari convertit l'any 1848 en l'escola de la Mercè va ser ocupat temporalment per una comissaria de policia (número 6). Enderrocat l'any 2002 era un edifici entre mitgeres aixecat al costat del Temple de la Reparació. Constava de tres nivells. Al primer s'obrien la porta principal d'accés i finestres laterals d'arc escarser. Al segon, balcons laterals amb base en forma de mènsula i tres finestres centrals. El tercer nivell estava ocupat per una llarga balconada central i balcons als extrems. El ràfec, de teula àrab, era molt poc pronunciat. Posteriorment els murs van ser pintats de groc sobre l'arrebossat. L'edifici es trobava organitzat al voltant d'un pati central a manera de claustre, al que s'obrien balcons en els diferents nivells. No tenia cap interès artístic però l'escut que presidia la seva portalada va ser conservat (actualment està instal·lat al vestíbul de l'actual Col·legi de la Mercè, al barri del Rastre).
En el mateix solar va construir-se la Biblioteca Marcel·lí Domingo.

## Habitatge al número 8
L'edifici del número 8 és entre mitgeres, de planta baixa, dos pisos i golfes. Ocupa 10 metres de façana, aproximadament. La façana és de carreus de pedra a la planta, amb portal adovellat de mig punt i una finestra lateral a nivell d'entresòl. Els pisos, arrebossats a la façana, tenen balcons de ferro. Interessa especialment el vestíbul de la planta baixa, perquè manté la seva disposició original. Es compon de dos trams. El primer, vestíbul, combina en el terra rajoles blanques i negres amb lloses de pedra, i obre una porta a cada mur lateral. Un fals arc escarser la separa de la part interior, d'accés a l'escala, catalana i amb ull central il·luminat per una claraboia. Sota l'escala hi ha un banc d'obra manisat amb rajola vidriada i amb un motiu floral centrant el respatller. En els dos sectors el sostre és de revoltons entre bigues de fusta.

## Història
Sembla que aquest carrer correspon aproximadament al que era eix d'un important fossar romà, corresponent al decumanus i paral·lel a la muralla romana, que perfila el carrer de la Vall. El 1901-1902, en construir la Cripta del Temple de la Reparació es van trobar restes de dues bòbiles romanes i moltes àmfores i urnes funeràries. Posteriorment van aparèixer més restes en obres realitzades en diferents edificis del carrer.
Segons sembla, en època àrab, el carrer era ocupat per immobles, el que significaria la desaparició ja del fossar. Després de la reconquesta rebé el nom de Santa Caterina, i hi havia palaus i casals importants. El nom actual del carrer li ve donat pel convent dels Mercedaris que hi havia establert on ara hi ha el temple de la Reparació.

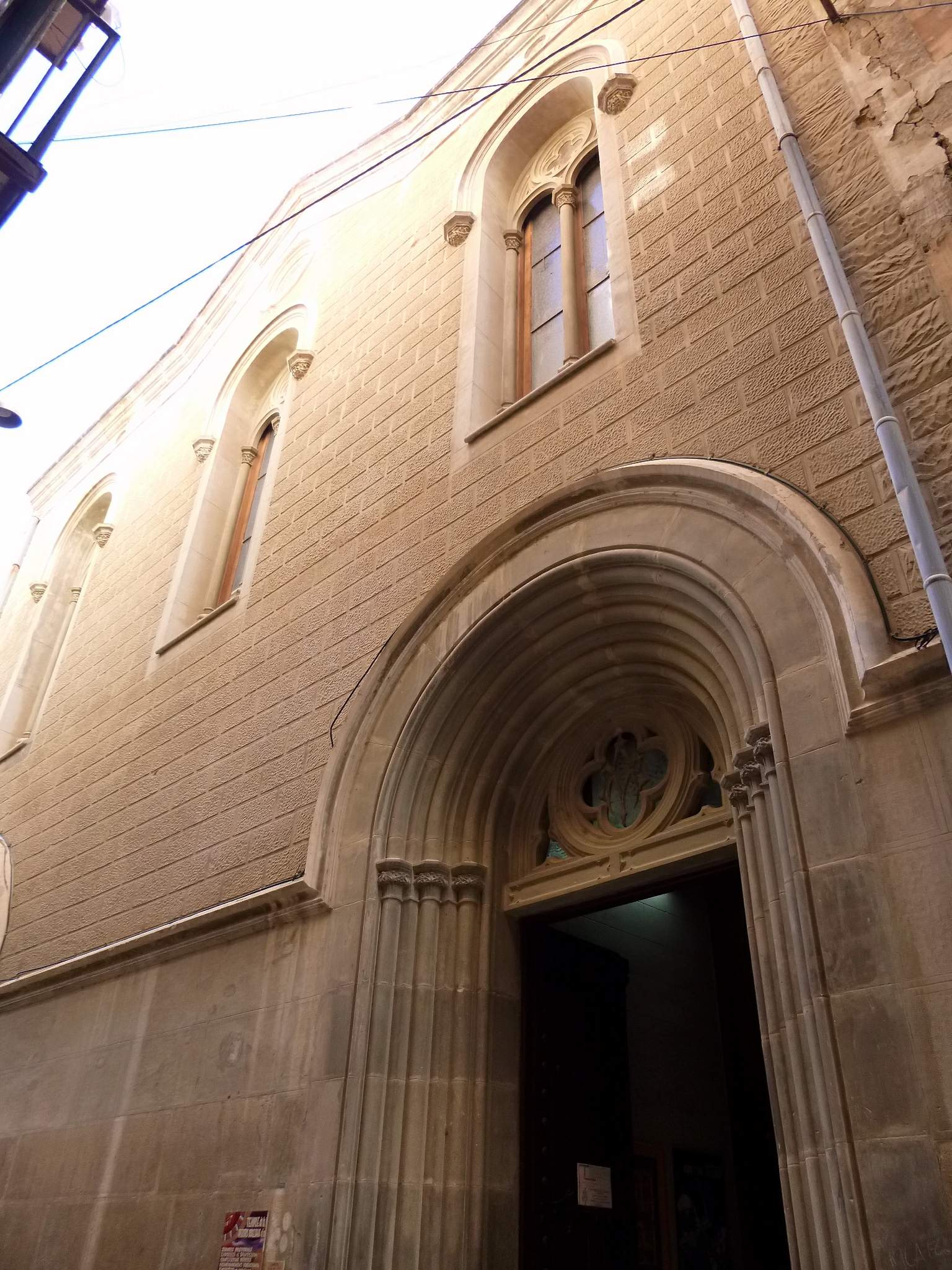
Temple de la Reparació

Amb motiu de la remodelació interior de l'edifici situat al número 8, i com que aquesta remodelació necessitava rebaixos de terra, es va realitzar una intervenció arqueològica preventiva de control de les obres. La finca motiu de la intervenció es troba en el nucli antic de Tortosa, considerat Conjunt Històric i Artístic i BCIN, cosa que implica una protecció total per als edificis catalogats i per al subsòl. Els objectius de la intervenció van ser la localització, delimitació i posterior documentació de les restes arqueològiques que podrien quedar afectades pels moviments de terres provocats pel projecte constructiu. Un cop realitzada la intervenció, es va de ressaltar que els estrats documentats proporcionaven informació de l'activitat humana en la zona en època baixmedieval i moderna; es tractava de constants remocions de terres reblertes de runa i material constructiu, fet que evidencia una activitat de reforma constant en els últims tres segles. Es va documentar un conjunt habitacional del que només se'n van poder constatar els fonaments, però del que se'n desconeix l'estructura interna. A partir del material ceràmic recuperat és possible establir una cronologia diferenciant tres fases: Segles XIV - XVII: Estructures d'hàbitat amb fonaments documentats, però no delimitada en superfície, tot i que, a diferència del convent i l'edifici actual, sembla que l'antic tindria una orientació nord-est/sud-oest. Segle XVII: Les estructures de la fase anterior van ser arrasades i amortitzades per la construcció del convent dels mercedaris. Els fonaments dels murs mitjancers que delimiten l'immoble per l'est i l'oest van ser construïts durant aquesta fase. Segle XIX: A partir de 1835, amb la desamortització de Mendizábal l'església s'hagué de desprendre dels molts dels seus edificis, monestirs i convents, fet que també afectà al convent dels mercedaris. Algunes de les antigues propietats de l'església van passar a mans privades i van entrar en un procés de parcel·lació i subdivisió. La tipologia i organització de l'immoble té una forta relació amb la llei de 1835, ja que, a simple vista, es poden observar en els paraments obertures corresponents a portes o finestres que en algun moment van ser tapiades, i per tant, ja no comunicaven amb altres estances. Pel que fa als materials ceràmics recollits, la majoria es tracta de ceràmiques de cocció oxidant vidrades d'ampli espectre cronològic: ceràmica de cocció oxidant pintada, ceràmica vidrada decorada (verd i manganès, vaixella blava catalana, valenciana, i blava moderna, vaixella de reflexos metàl·lics), ceràmica vidrada no decorada (melades). A banda de les peces ceràmiques també es va documentar algun fragment de vidre (3) i quatre de ferro.